# Энарек
Энаре́к (перс. انارک‎) — город в центральном Иране, в провинции Исфахан. Входит в состав  шахрестана Наин.

## География
Город находится в восточной части Исфахана, к югу от одноимённого горного массива, на высоте 1429 метров над уровнем моря.
Энарек расположен на расстоянии приблизительно 180 километров к северо-востоку от Исфахана, административного центра провинции и на расстоянии 325 километров к юго-востоку от Тегерана, столицы страны.

## Население
По данным переписи, на 2006 год численность населения города составляла 1285 человек; в национальном составе преобладают персы (носители одного из центральноиранских диалектов энареки).